# روزنتال
روزنتال (هسن) (بالألمانية: Rosenthal, Hesse) هي بلدة ألمانية تقع في ألمانيا في Waldeck-Frankenberg. يقدر عدد سكانها بـ 2,244 نسمة .